# Wyścig szczurów (film)
Wyścig szczurów (ang. Rat Race) – film z 2001 roku w reżyserii Jerry’ego Zuckera.

## Opis fabuły
Ekscentryczny milioner Donald Sinclair organizuje szaleńczy wyścig, w którym stawką są 2 miliony dolarów. Bierze w nim udział grupa spragnionych zdobycia szybkich pieniędzy śmiałków. Stawkę zgarnie ten uczestnik gry, który jako pierwszy dotrze z Las Vegas do Silver City w Nowym Meksyku.

## Obsada
- John Cleese – Donald Sinclair
- Breckin Meyer – Nick Schaffer
- Cuba Gooding Jr. – Owen Templeton
- Lanei Chapman – Merrill Jennings
- Whoopi Goldberg – Vera Baker
- Jon Lovitz – Randy Pear
- Seth Green – Duane Cody
- Vince Vieluf – Blaine Cody
- Rowan Atkinson – Enrico Pollini
- Amy Smart – Tracy Faucet
- Kathy Najimy – Bev Pear
- Brody Smith – Jason Pear
- Jillian Marie Hubert – Kimberly Pear
- Dave Thomas – Harold Grisham
- Brandy Ledford – Vicki
- Wayne Knight – Zack Mallozzi
- Silas Weir Mitchell – Lloyd
- Paul Rodriguez – taksówkarz Gus
- Dean Cain – Shawn Kent
- Kathy Bates – sprzedawczyni wiewiórek
- Rance Howard – prowadzący Feed the Earth
- Gloria Allred – ona sama
- Smash Mouth – oni sami